# King Kong Five
Singles de Mano Negra
Mala Vida Pas Assez de Toi
King Kong Five est une chanson du groupe de musique Mano Negra, sortie en 1989 sur l'album Puta's Fever.
Ce morceau est l'un des plus connus du groupe, et a été un succès en France, aux Pays-Bas et en Angleterre. Le morceau a une sonorité très rap.
Manu Chao continue de la chanter après la séparation du groupe, mais dans une version différente. On la retrouve dans ses albums live : Radio Bemba Sound System et Baionarena.
Elle a été reprise en 2001 par le groupe Freedom For King Kong, sur l'album Mano Negra Illegal, disque hommage à la Mano Negra. Ainsi qu’en 2023 par le groupe UnderGods ( Duo constitué de 2 ex membres de la Mano Negra: Philippe Teboul et Tom Darnal )